# F.-A.-Gauthier
Le navire moteur F.-A.-Gauthier est un traversier canadien assurant la liaison Matane - Baie-Comeau - Godbout entre les ports de Matane, au Bas-Saint-Laurent, et les ports de Baie-Comeau et Godbout sur la Côte-Nord. Le navire, construit en 2013-2014 au chantier naval Fincantieri de Castellammare di Stabia en Italie, est le plus grand vaisseau de la Société des traversiers du Québec (STQ), mais aussi le plus célèbre, en raison des accidents et défectuosités qui l'accablent.
Long de plus de 130 mètres, large de près de 25 mètres et comptant huit ponts, le vaisseau amiral de la société d'État peut accueillir 800 passagers et 180 voitures. Premier traversier fonctionnant au gaz naturel liquéfié en Amérique du Nord et le premier du genre fabriqué en Italie, le F.-A.-Gauthier est certifié pour naviguer dans des conditions de glace difficile à extrême.
À son lancement, le navire est reconnu pour sa conception novatrice. Néanmoins, les avaries se multiplient ; l'alimentation en gaz naturel est défaillante et le système de propulsion montre des signes d'usure prématurée. Dans ses deux premières années en mer, le bateau est mis hors service à plusieurs reprises. Un arrêt de service prolongé de 2018 à 2020 force la STQ à acquérir un premier navire de relève au coût de 5.5 millions de dollars CAD, l'Apollo, plus âgé que le prédécesseur du navire, le Camille-Marcoux. Il est rapidement mis au rancart en raison de sa vétusté. La société s'en procure un second, le Saaremaa I, celui-ci construit en Norvège, mais acheté en Allemagne au coût de 39 millions de dollars CAD (25.7M€). Cependant, ce dernier est inapte dans les glaces hivernales de l'estuaire du Saint-Laurent. Lors des périodes de grande affluence, des navettes aériennes sont mises en place afin de pallier le manque de fiabilité de la liaison maritime. Une enquête de la vérificatrice générale du Québec est déclenchée afin d'éclaircir les circonstances entourant la gestion de la construction et des pannes. 
Hors service à l'automne 2020, le traversier a repris la liaison à l'hiver 2021.

## Histoire

### Dénomination
La STQ reçoit 700 propositions pour le nom de son nouveau navire amiral. Elle choisit finalement la proposition de Michel Patry qui rend hommage à son grand-père Félix-Adrien Gauthier, maire de Matane de 1960 à 1963 et fondateur de la compagnie de navigation Traverse Matane-Godbout Limitée, ayant opéré la première liaison maritime régulière entre Matane et la Côte-Nord.

### Conception
En 2009, Norman MacMillan, ministre délégué aux Transports, annonce que le navire Camille-Marcoux doit être remplacé. Le traversier assurant la desserte depuis 37 ans de la liaison entre Matane et la Côte-Nord est en fin de vie et ne répond pas aux normes de sécurité de Transports Canada qui entreront en vigueur en 2016. Le Gouvernement du Québec annonce à l'été 2011 un appel d'offres afin de construire un nouveau traversier propulsé au gaz naturel liquéfié. Les devis de l'appel d'offres sont conçus par un consortium formé de Deltamarin et Navtech inc. pour le compte de la STQ. La qualité de l'architecture et de l'ingénierie du bâtiment est d'ailleurs consacrée par la Royal Institution of Naval Architects, qui attribue la mention « Significant Ship of 2014 ».  
Aucun chantier canadien n'est en mesure de fournir un bateau aux dimensions spécifiées et avec la technologie choisie; le Gauthier deviendrait alors le premier navire de transport de passagers propulsé au GNL en Amérique du Nord. L'appel d'offres est lancé à l'international afin d'assurer une concurrence dans les soumissions,. En 2012, la STQ reçoit des offres de STX France, STX Finland Oy et Fincantieri. Bien que l'offre retenue provienne d'un chantier n'ayant pas d'expérience dans la conception de navires-brise-glace de cette catégorie ni avec l'équipement choisi, la STQ annonce l'adjudication à Fincantieri de la construction du navire amiral de la STQ au coût de 148 M$. Le coût annoncé est de 40 % moins cher qu'anticipé. Le bâtiment commandé devient alors le premier navire de passagers fonctionnant au GNL à être construit en Italie.

### Construction

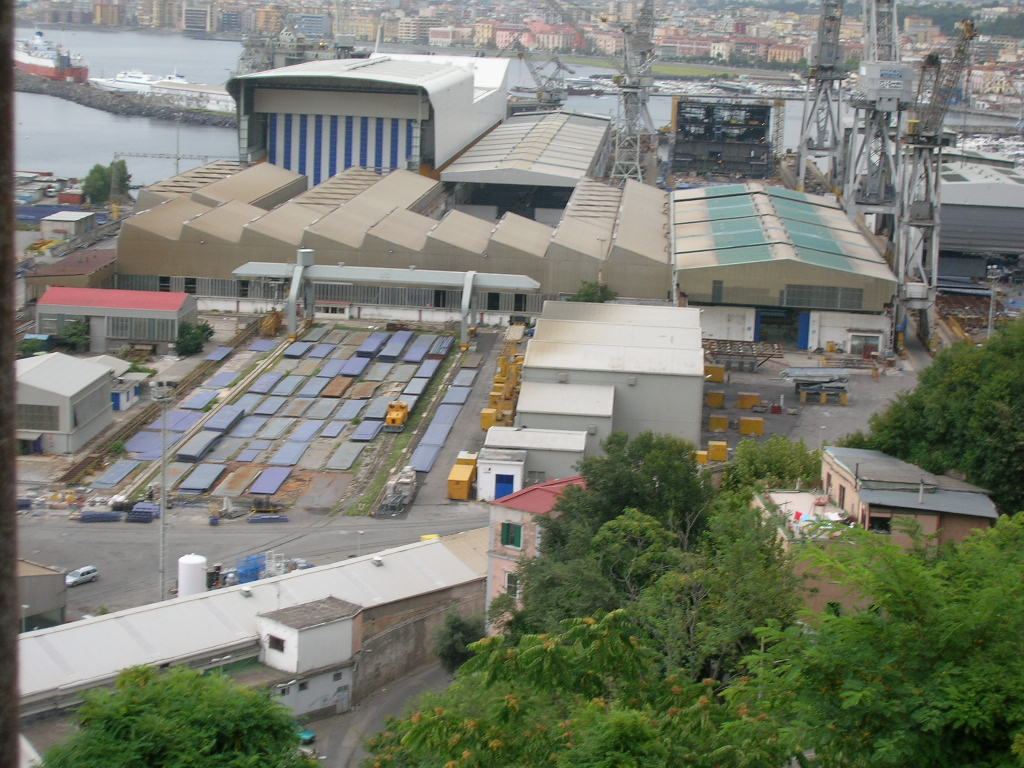
Le F.-A.-Gauthier est construit au chantier maritime de Castellammare di Stabia.

Lors de la construction, les problèmes se multiplient. La STQ dépêche en Italie un technicien en architecture navale et le capitaine du Camille-Marcoux afin d'effectuer des contrôles de qualité. Les émissaires soulignent des vices majeurs tout au long de la construction : des matériaux neufs tels que des conduits d'aération sont abîmés par une importante corrosion, des infiltrations d'eau sont à la source de pourriture dans les panneaux et les éléments structurels, des problèmes de sablage et de peinture retardent l'exécution et un assemblage fautif des pièces met en péril la sécurité des travailleurs et des futurs usagers. L'absence du directeur du contrôle de la qualité de Fincantieri sur le chantier est relevée par les deux lanceurs d'alertes. La STQ renvoie ses envoyés sous prétexte d'insubordination. Le technicien en architecture navale aurait refusé de prendre un congé de maladie, alors que ni les médecins de la STQ, ni le sien n'avaient prescrit de repos. Le capitaine, quant à lui, aurait utilisé une toilette réservée au chargé de projet, plutôt que la toilette turque qui lui était attitrée.

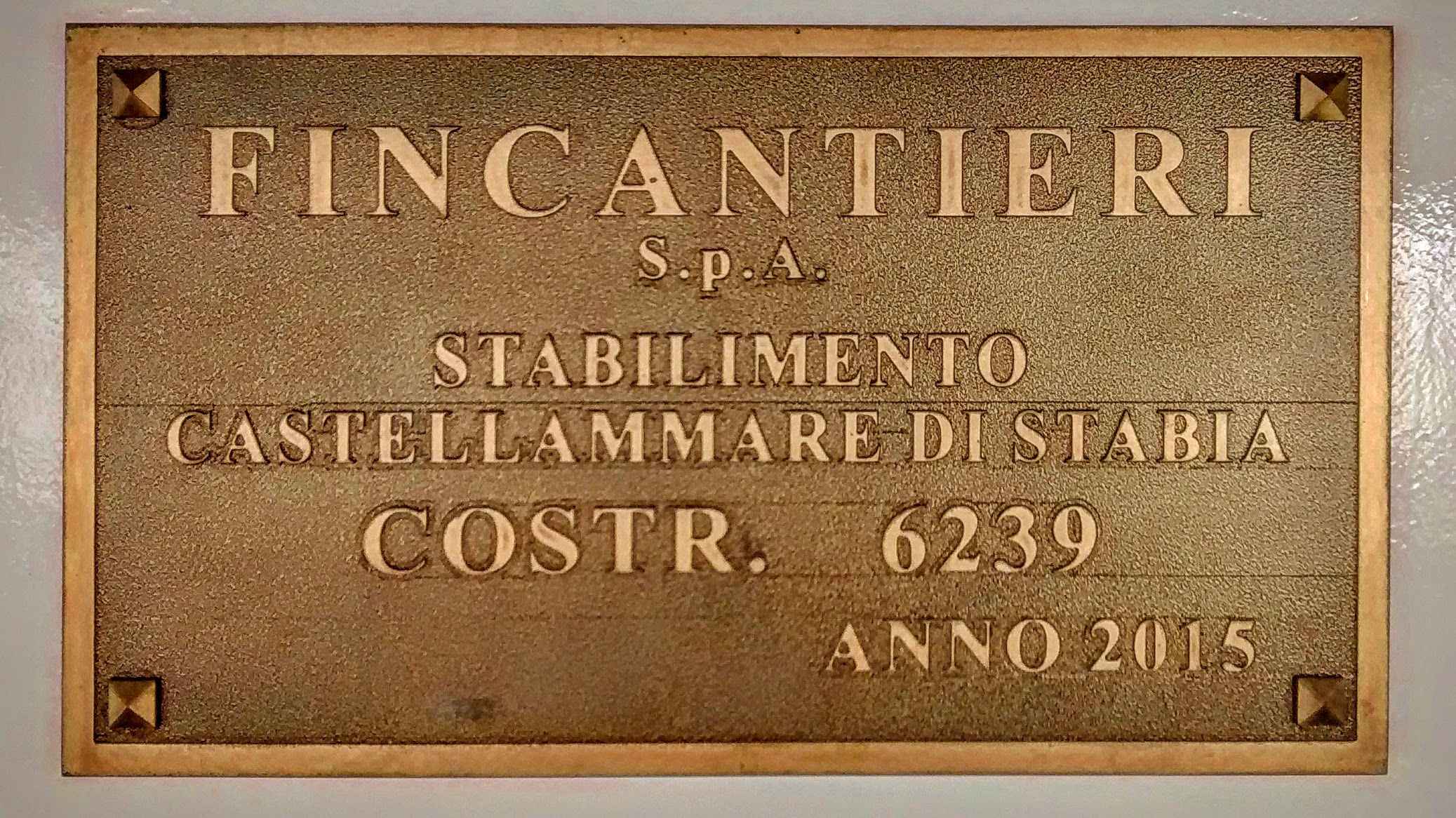
La plaque d'identification du navire.

Le F.-A.-Gauthier est finalement lancé le 28 juin 2014. Dès son lancement aux fins d'essais, le manufacturier du système de propulsion constate de graves irrégularités dans son fonctionnement; les essais sont interrompus pour permettre d'analyser le problème. 
Début 2015, comme les quais des trois ports desservis ne sont pas adaptés au gabarit et au carburant du nouveau navire, des travaux d'une valeur de 10 M$ sont annoncés à Matane, Baie-Comeau et Godbout. Ce sont plutôt 45 M$ qu'allonge la STQ afin d'adapter ses terminaux,.

### Carrière commerciale
Le F.-A.-Gauthier est livré à la STQ en avril 2015, avec quatre mois de retard. Il est mis en service en juillet 2015. Des avaries surviennent dès la livraison du navire à son nouveau propriétaire. Moins de trois mois après sa mise en service, le système de propulsion au gaz naturel liquéfié fait défaut, et le navire fonctionne pendant neuf mois à l'aide du système auxiliaire au mazout. En tout, entre juillet et décembre 2015, la Société répertorie 206 «bris, réclamations et frais encourus d'entretien non régulier». Parmi les systèmes défectueux, on compte des compresseurs avariés, des ventilateurs non fonctionnels, des câbles électriques sectionnés ou brûlés, des gilets de sauvetage non conformes, de même qu'un gyrocompas et une boîte noire hors service. Des portes, des rampes, des toilettes sont également touchées par des bris, et au moins une fuite de diesel est signalée. Les génératrices font défaut peu de temps après la mise en service, entraînant des ruptures de service en 2016. Les chaises de la cafétéria sont remplacées moins de deux ans après l'inauguration du bateau, en raison de leur usure prématurée.
Le système de propulsion fait de nouveau défaut en 2017, causant des pannes en mer,. La même année, une vague heurte la proue du navire, endommageant les vérins hydrauliques de la porte avant. Le problème est réglé l'année suivante.
Début 2018, un passage du traversier en cale sèche révèle une dysfonction du système de refroidissement des moteurs auxiliaires. Le bris d'une soupape d'alimentation en gaz naturel est aussi découvert.

#### Premier arrêt de service prolongé

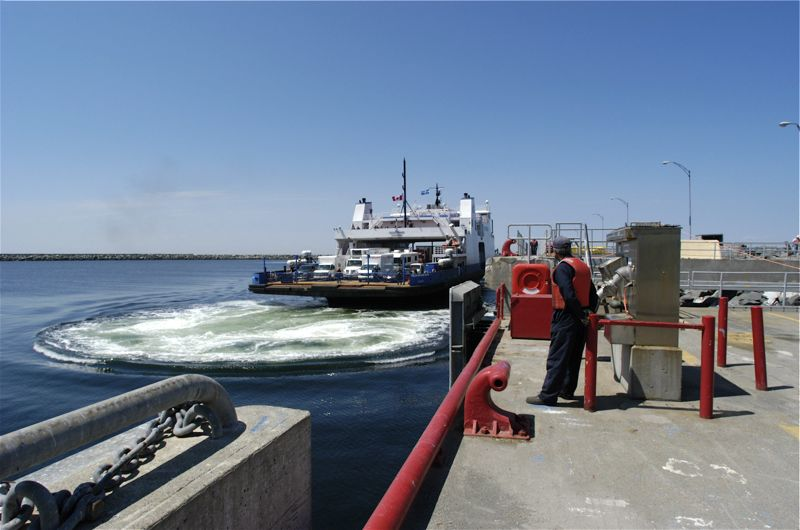
Le Félix-Antoine-Savard ne peut assurer la relève du navire amiral de la STQ.

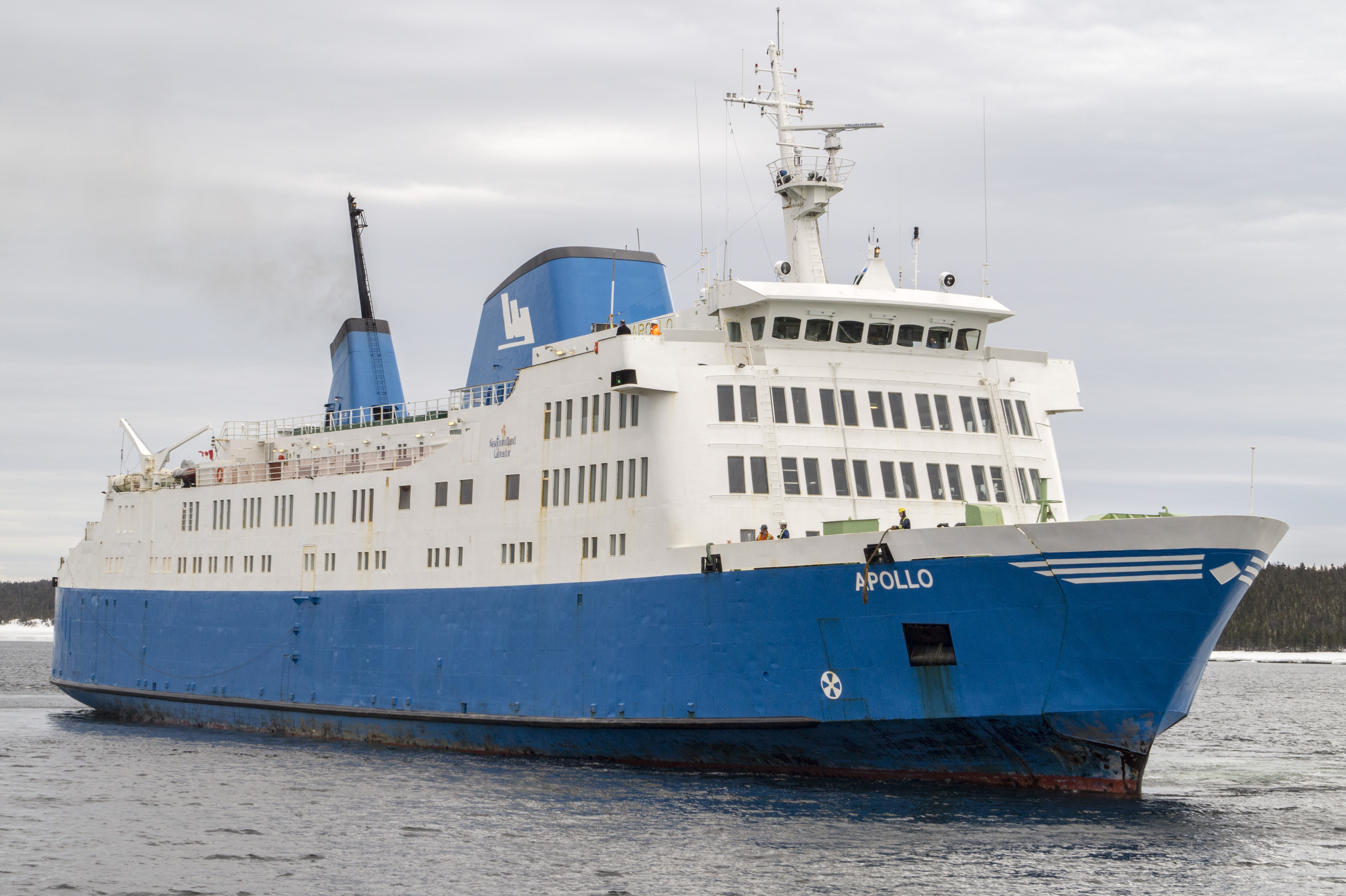
LApollo est trop vétuste pour remplacer le Gauthier de façon fiable.

Le 10 décembre 2018, la découverte de multiples bris aux propulseurs azimutaux entraîne la mise hors service immédiat du F.-A.-Gauthier, en pleine période des Fêtes,,. Le NM Félix-Antoine-Savard, navire de relève de la Société, est jugé inapte à remplacer le F.-A.-Gauthier. Un service de navettes aériennes entre Mont-Joli, Pointe-Lebel et Sept-Îles est mis en place pendant la cale sèche,,. Les frais d'exploitation de la liaison aérienne temporaire s'élèvent à 10 000 $ par jour,. Un second navire de relève, le NM Apollo, est acquis de Labrador Marine pour relever le F.-A.-Gauthier, mais les avaries et les accidents se multiplient au cours des 17 jours pendant lesquels il est en service, et Transports Canada interdit sa navigation après l'avoir inspecté,.

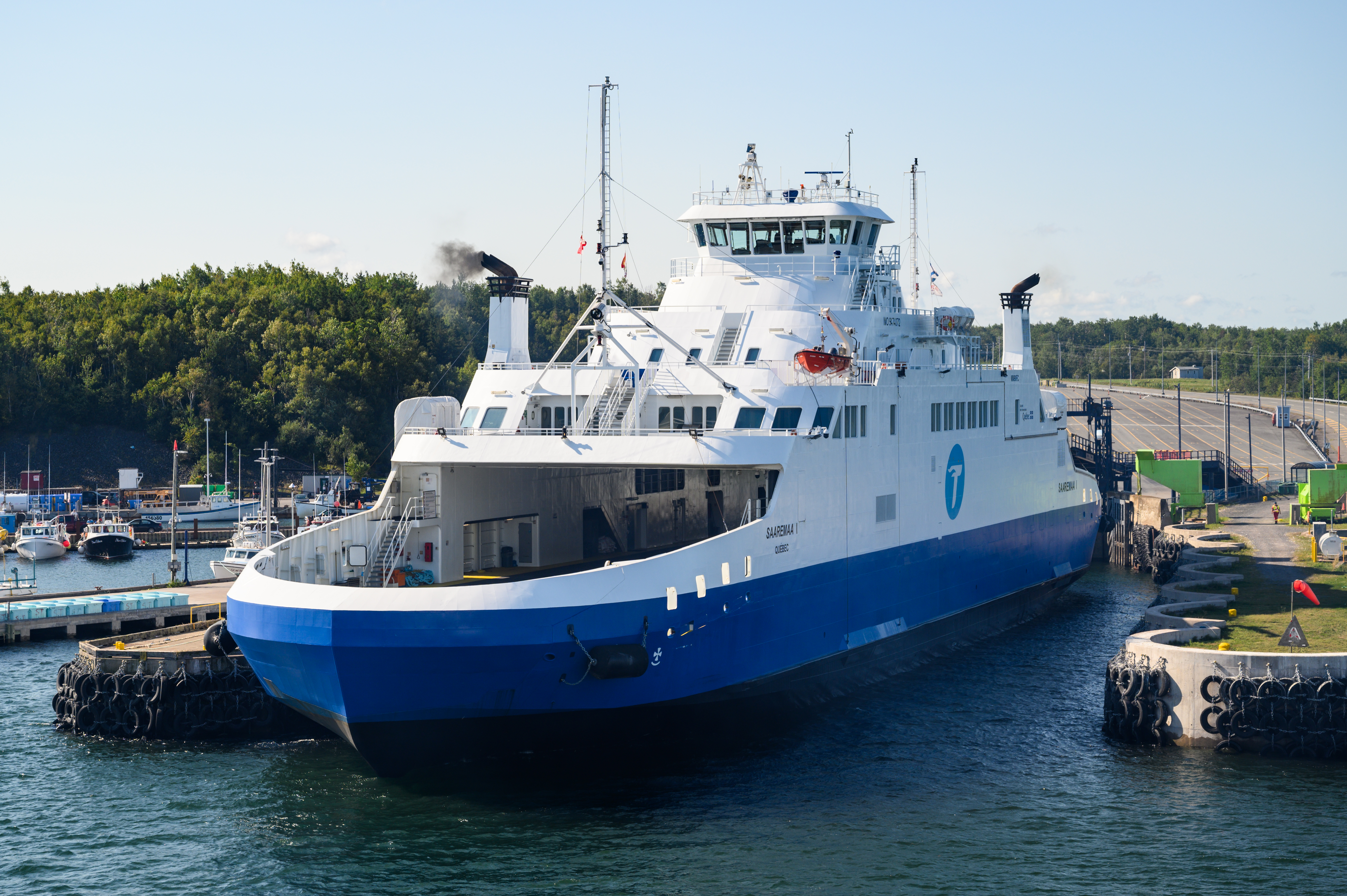
La STQ acquiert le Saaremaa I comme navire de relève.

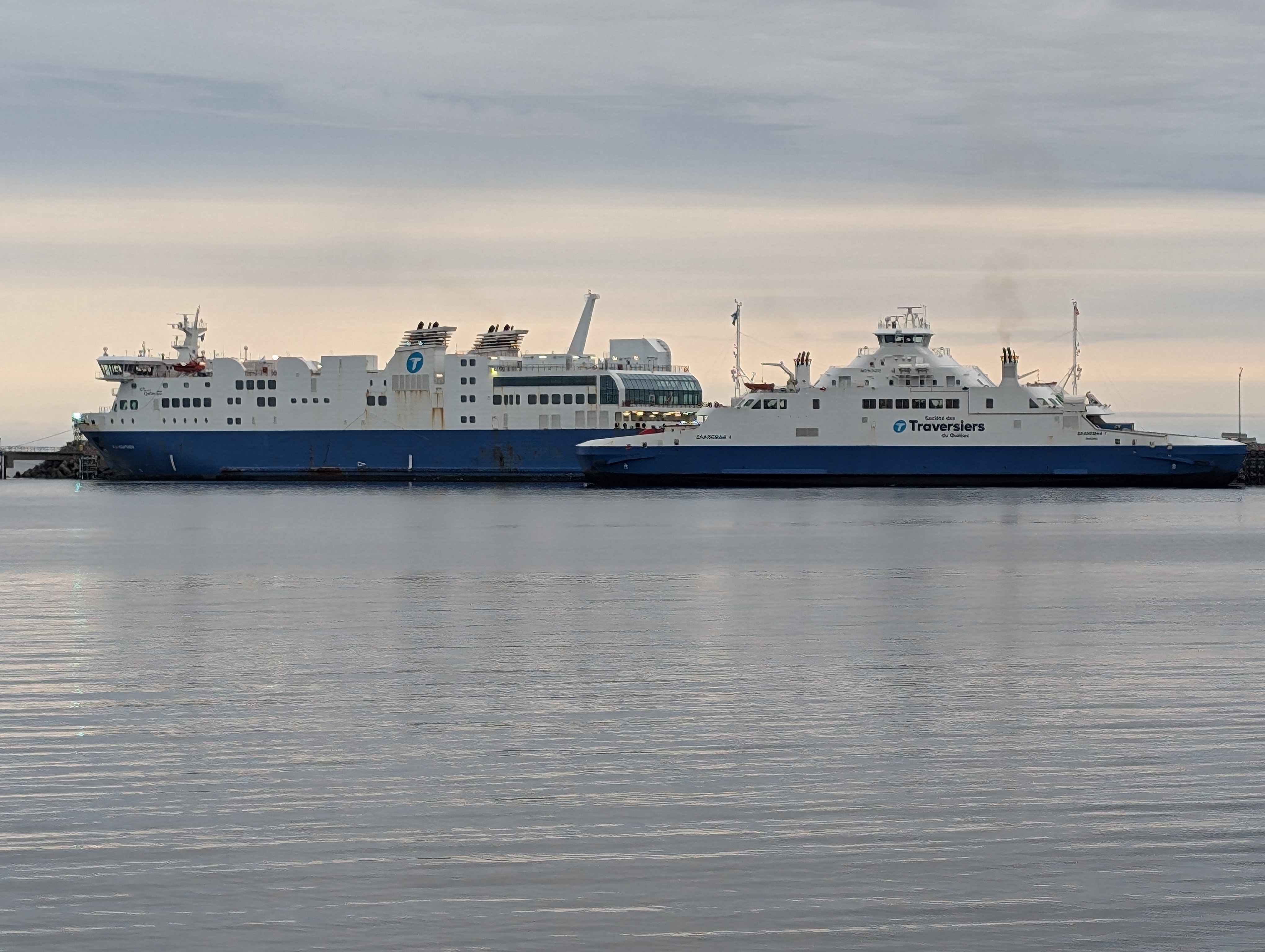
Le N.M. Saaremaa I est souvent appelé à relever le Gauthier, ce qui permet à la STQ d'offrir un service plus fiable en cas de problèmes techniques ou d'arrêts techniques aux usagers de la traverse de Matane.

Le 17 avril 2019, la Société acquiert de nouveau un navire pour relever le F.-A.-Gauthier, le Saaremaa I, qui entre en service au mois de juillet 2019. 
Il est d'abord prévu que le navire reprenne la mer à la fin août 2019, puis la date est repoussée à la fin de l'automne 2019, voire l'hiver 2020,. Les troubles de propulseurs surgissent de nouveau en décembre 2019, et retardent l'entrée en service et obligent le transporteur à avoir recours au nolisement d'avion afin de couvrir la liaison pendant la période des fêtes.
Le traversier reprend du service le 26 janvier 2020 au matin, après presque 13 mois d'inactivité. Le navire est remis en fonction sans l'alimentation au gaz naturel. À l'automne 2019, la facture des dépenses imprévues reliées au F.-A.-Gauthier avait été chiffrée à 90 M$.
Lors d'un arrêt technique obligatoire au port de Trois-Rivières en octobre 2020, les amarres du navire cèdent pendant un remorquage. Le traversier dérive alors dans les eaux du Saint-Laurent et heurte un fond rocheux.

#### Audit du vérificateur général du Québec
À la suite des incidents et des coûts élevés associés aux arrêts prolongés du NM F.-A.-Gauthier, le 17 septembre 2019, le président du Conseil du trésor de l'époque, Christian Dubé, demande à la vérificatrice générale du Québec d'effectuer un audit. Cette demande est survenue quelques jours seulement après la publication d’un dossier d’enquête accablant du bureau d’enquête de Radio-Canada, mettant en lumière de graves défaillances dans la construction et la gestion du traversier. L'audit visait à examiner en détail la gestion de la Société des traversiers du Québec (STQ) dans le cadre de la conception, de la construction et de la maintenance du navire. La demande d’audit répondait aux préoccupations croissantes quant aux choix techniques et opérationnels de la STQ, ainsi qu'aux failles apparentes dans la supervision du projet, soulevées dans les médias.
Publié en octobre 2020, le rapport d’audit soulève plusieurs manquements dans la gestion de la Société des traversiers du Québec (STQ) et révèle des faiblesses dans le suivi des travaux de construction ainsi que dans la sélection du constructeur.

##### 1erconstat du VGQ
«La STQ n’avait pas toutes les compétences pour mener à bien le projet de construction d’un navire de l’envergure du NM F.-A.-Gauthier et n’a pas réussi à se doter des ressources nécessaires pour pallier ce manque.»
Le gestionnaire du projet, en charge de la supervision de la construction du NM F.-A.-Gauthier, n’avait pas toutes les qualifications exigées par l’appel d’offres initial. Bien que peu expérimenté dans des projets navals de grande envergure, il a été nommé représentant principal de la STQ en Italie, avec des responsabilités étendues incluant l’approbation des avis de défectuosité. De plus, la STQ n’a pas remplacé le consortium d’architectes navals, pourtant engagé pour fournir un soutien technique complet, après avoir résilié son contrat en raison de désaccords contractuels. En l’absence de ces expertises cruciales, la STQ a dû se fier aux procédures internes du chantier naval et à la certification de la société de classification, une démarche jugée insuffisante pour un projet de cette ampleur.

##### 2econstat du VGQ
«Le processus choisi pour sélectionner le constructeur du navire n’était pas arrimé aux pratiques de l’industrie navale.»
Bien que certaines pratiques de l'industrie aient été intégrées, les exigences spécifiques de l'appel d’offres, comme la quantité de documentation contractuelle imposée, ont été jugées contraignantes pour les constructeurs étrangers, limitant les propositions. En outre, le courtier maritime engagé n’a pas été impliqué dans les étapes clés comme les négociations contractuelles ou l’inspection du chantier, ce qui a affaibli la capacité de la STQ à vérifier la qualité du constructeur. Ainsi, seule l’offre de Fincantieri a été jugée conforme.

##### 3econstat du VGQ
«La STQ n’a pas été en mesure de tirer avantage de plusieurs éléments de négociation avec le constructeur.»
Les délais de livraison, bien que repoussés, n’ont entraîné aucune pénalité pour le constructeur. Par ailleurs, des défauts importants observés pendant la construction, tels que des problèmes de soudure, des conduits corrodés et des tuyaux mal isolés, n’ont pas été corrigés ou compensés. De même, la STQ n’a pas obtenu de compensations adéquates pour des défauts apparus plus tard, comme la moisissure ou des inefficacités dans le système d’entrée d’eau de mer. En signant des accords de report et des compensations partielles, la STQ a perdu des moyens de pression qui auraient permis de mieux protéger ses intérêts, générant des dépenses non prévues, dont 5 millions de dollars pour remplacer des propulseurs défectueux.

##### 4econstat du VGQ
«Les mesures mises en place par la STQ pour atténuer les risques en cas d’interruption d’un service essentiel de traversier se sont avérées insuffisantes.»
L’utilisation de technologies avancées, notamment des propulseurs adaptés à la navigation dans les glaces, a exposé la STQ à des risques élevés, sans prévoir de pièces de rechange adéquates. Le manque d’un navire de relève et les préparations limitées pour faire face aux avaries ont conduit à des interruptions de service coûteuses. L’arrêt du F.-A.-Gauthier pendant 13 mois a engendré des frais additionnels de 22 millions de dollars.

##### Recommandations du Vérificateur général
Le Vérificateur général a formulé deux recommandations principales pour la STQ :
1. Pour tout projet futur de construction de navire de grande envergure, s’assurer de disposer de ressources qualifiées et en nombre suffisant pour gérer toutes les étapes du projet, de la planification jusqu’à l’acceptation finale, en suivant les pratiques de l’industrie navale.
2. Maintenir un plan de maintenance rigoureux pour le système de propulsion du NM F.-A.-Gauthier, afin d’éviter les avaries coûteuses et les interruptions de service.

##### Réponse de la STQ aux constats de l'audit
La STQ a accueilli favorablement les recommandations du Vérificateur général et a affirmé avoir entamé plusieurs actions en réponse aux défis identifiés. Depuis 2019, elle mène une transformation organisationnelle incluant un Plan de transformation visant à améliorer la gouvernance, optimiser les processus et renforcer les ressources humaines.
Un diagnostic organisationnel a permis à la STQ de mieux comprendre ses forces et faiblesses. Elle a pérennisé son Bureau de gestion de projets et lancé un programme de renforcement de la maintenance de ses navires modernes. La STQ a également pris des mesures pour pallier toute interruption de service de ses traversiers, notamment avec l’achat de navires de relève.
En conclusion, la STQ affirme que les leçons tirées de cet audit influenceront ses futurs projets, et elle réaffirme son engagement envers l’amélioration continue de ses pratiques de gestion de projets.

#### Second arrêt de service prolongé
Au mois de novembre 2020, le navire est de nouveau mis hors service en raison d'un bris de joint d'étanchéité du système de propulsion, causant des déversements d'huile dans le port de Baie-Comeau. Le F.-A.-Gauthier est alors remorqué au chantier Davie, à Lévis. Le coût de la réparation est estimé à 3,5 M$, notamment en raison de l'affrètement nécessaire du brise-glace Northern Ranger (en) afin d'escorter le navire de relève, le Saaremaa I,,,,. La remise en service du navire a finalement été effectuée en mars 2021.

## Caractéristiques

### Aspects techniques

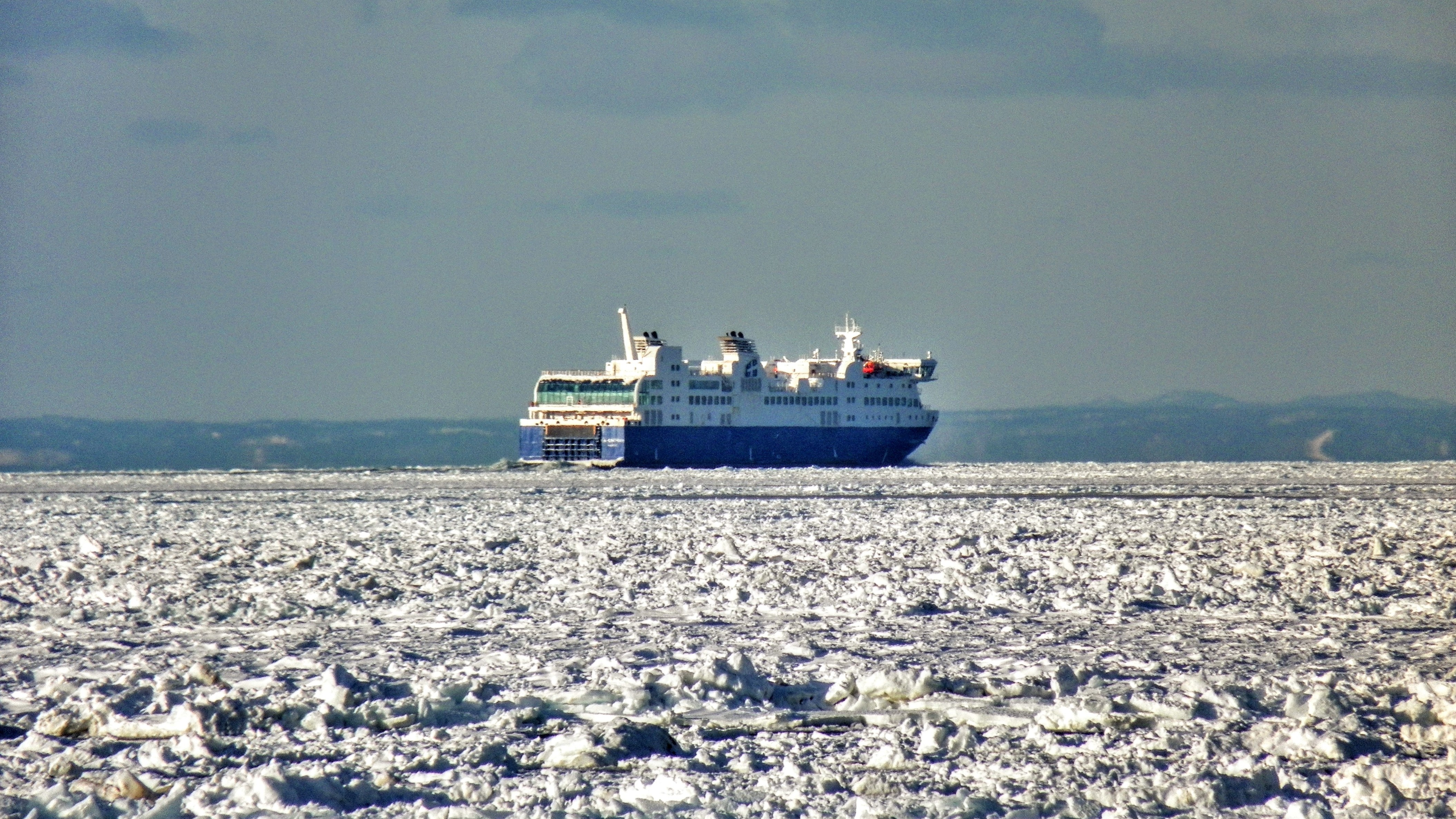
Le F.-A.-Gauthier est certifié pour naviguer dans des conditions de glace difficiles à extrêmes.

#### Coque et cargo
Sur le plan longitudinal, le F.-A.-Gauthier est d'une longueur hors-tout de 133,2 m et d'une longueur entre perpendiculaires de 120,0 m. Sur le plan transversal, le navire fait 22,4 m de maître-bau, avec un tirant d'eau de 5,55 m et un creux de 8,0 m. Grâce à une proue et une poupe spécifiquement conçues à cet effet, la coque est certifiée brise-glace de classe 1A par la société Lloyd's Register, attestant la capacité de naviguer dans des conditions de glace difficiles.

Le navire a une capacité de chargement de 1 885 tonnes de port en lourd en poids, et 15 901 tonneaux en volume. Il peut accueillir 800 passagers et 500 mètres linéaires de véhicules (soit 180 voitures), avec une largeur de voie de 3,0 m et une hauteur libre 5,1 m.

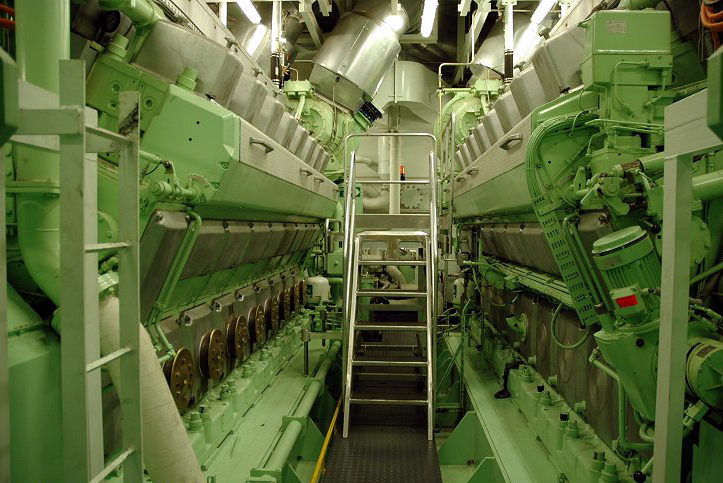
Des groupes électrogènes Wärtsilä de modèle 32.

#### Propulsion

##### Système de propulsion
Le F.-A.-Gauthier est propulsé par deux propulseurs azimutaux fabriqués par la société finlandaise Steerprop, mus par des moteurs électriques d'une puissance de 7 MW chacun. Les moteurs sont eux-mêmes alimentés par quatre génératrices de modèle 34DF fabriquées par la Finlandaise Wärtsilä. Les groupes électrogènes sont conçus de manière à fonctionner au diésel marin ou au gaz naturel liquéfié. Les réservoirs de diésel ont une capacité de 414 m3, alors que cette capacité est de 500 m3 pour le gaz naturel liquéfié. La puissance générée par le groupe électrogène est de 20 880 kW. La vitesse de croisière du navire est de 18 nœuds (33 kilomètres par heure) en basse saison, et de 20 nœuds (37 kilomètres par heure) en haute saison. Les propulseurs sont certifiés brise-glace de classe 1AS par la société Lloyd's Register, attestant la capacité de naviguer dans des conditions de glace extrêmes. Il s'agit de la plus haute certification, assurant une navigation tout au long de l'année dans l'estuaire du Saint-Laurent.
Le navire est équipé de deux propulseurs d'étrave d'une puissance de 1 500 kW chacun.

### Installations

#### Salles des machines
Le pont 1 ou « salle des machines - niveau 1 » occupe une partie réduite de la longueur et du maître-bau. Il est entièrement occupé par la salle des machines. Il accueille le socle des groupes électrogènes, côté poupe, ainsi que la base des réservoirs de gaz naturel liquéfié. Derrière le premier pont sont installés les propulseurs azimutaux.

Le pont 2 ou « salle des machines - niveau 2 » occupe toute l'aire de flottaison. Comme le pont 1, il comprend principalement la salle des machines, avec, au centre, les groupes électrogènes et les réservoirs de gaz naturel liquéfié. Une salle de contrôle et un carré d'équipage sont aménagés côté poupe, entre les moteurs alimentant les propulseurs et les groupes électrogènes.

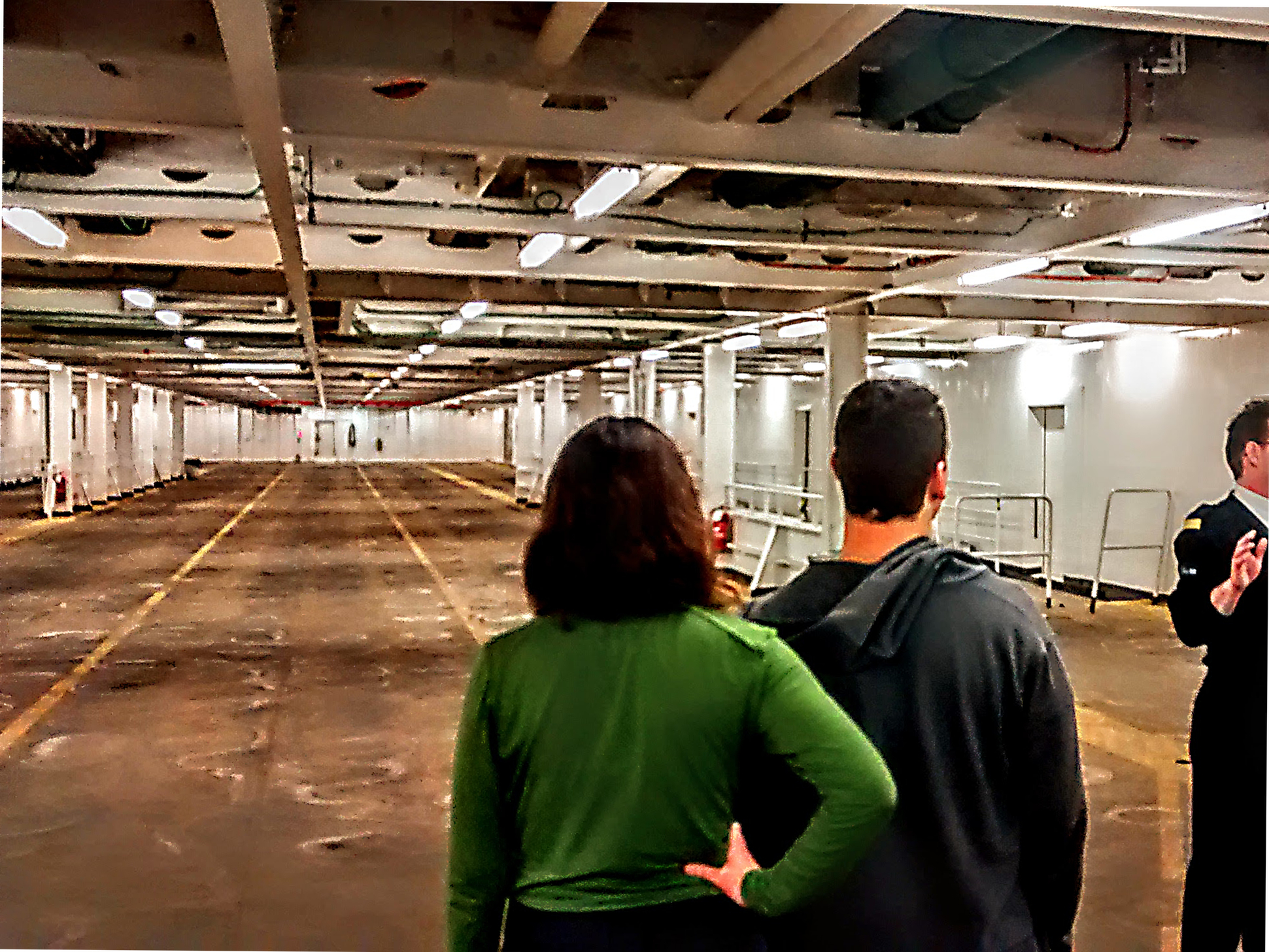
Le pont 5, avec les rampes inclinables situées de part et d'autre.

#### Ponts véhiculaires
Le F.-A.-Gauthier compte trois ponts véhiculaires.
Le pont 3 ou « pont principal » est le pont situé au niveau des rampes de chargement des véhicules. Répartis sur le pourtour du navire, quatre ascenseurs doublés de cages d'escaliers assurent le lien entre le stationnement et les autres ponts accessibles aux passagers.
Le pont 4 ou « pont mezzanine » est un pont intermédiaire entre le pont principal et le pont supérieur des véhicules. Il est constitué de deux mezzanines longitudinales dotées de rampes inclinables permettant aux véhicules de rejoindre le pont supérieur depuis le pont de chargement.
Le pont 5 ou « pont des véhicules » est le dernier pont accueillant les véhicules. Le stationnement occupe les trois derniers quarts de la longueur. Le chenil est situé sur le cinquième pont, à bâbord vers la poupe,. La partie près de la proue est occupée par le quartier d'équipage, qui compte 16 cabines.

#### Ponts supérieurs

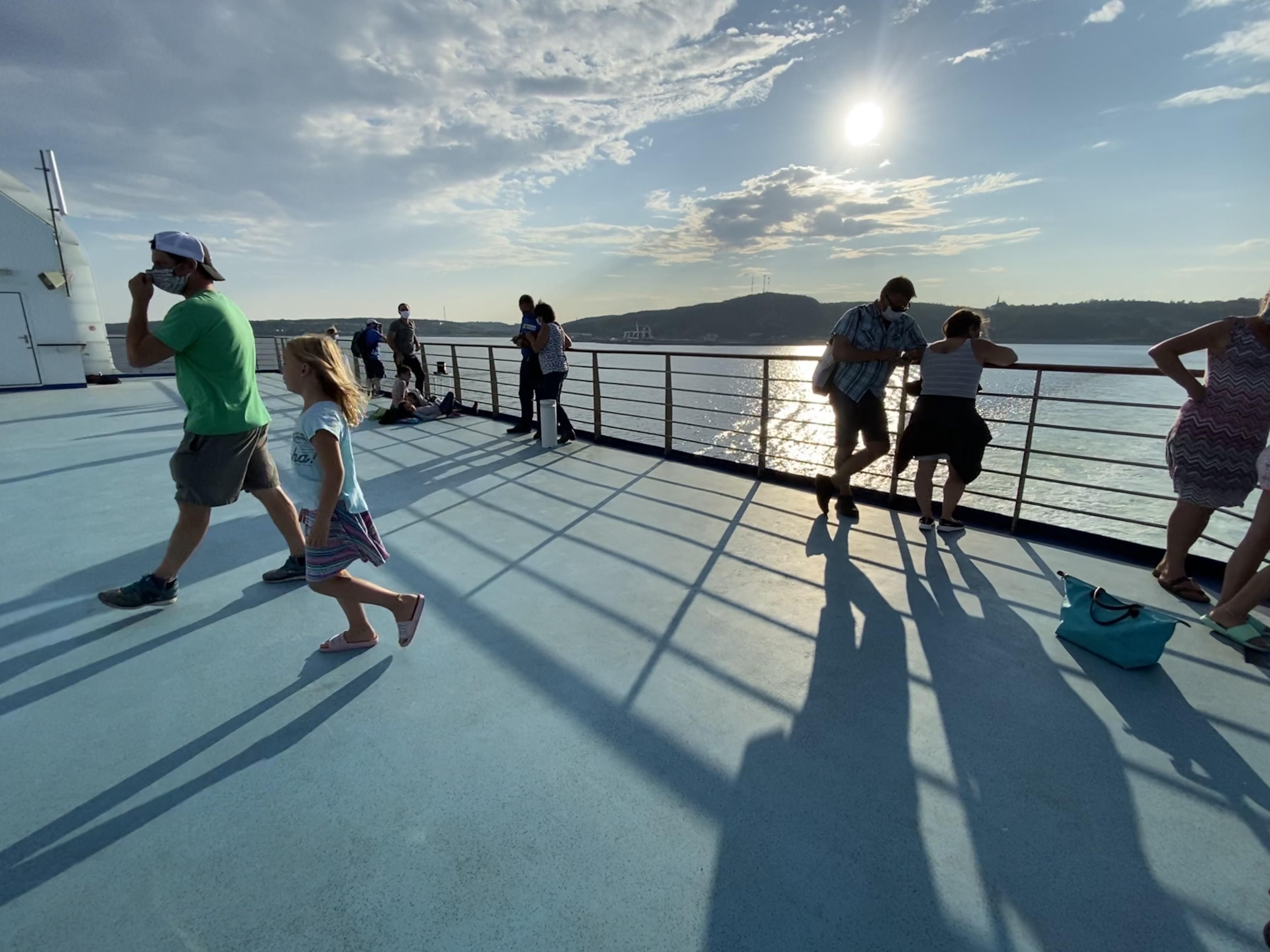
L'un des ponts d'observation.

Le pont 6 ou « pont des passagers » est le pont situé au niveau de la passerelle d'embarquement des passagers. Depuis l'accès piéton, un hall d'entrée permet les déplacements vers la billetterie, la boutique, la consigne à bagages, le bistro, la cafétéria, le bureau du commissaire de bord, l'infirmerie, les toilettes côté poupe ainsi que le salon du Capitaine-Joseph-Hovington, offrant des sièges et des tables dans une verrière panoramique à l'arrière du navire,. La cuisine, située au centre du navire côté bâbord, donne à la fois sur le bistro et la cafétéria, qui offrent des repas préparés avec des produits locaux, tels que poissons et crevettes. Vers l'avant du navire, à tribord, un salon réservé aux camionneurs permet aux routiers de se reposer à l'écart des deux autres salons de passagers,. Cette salle de repos est aménagée à l'entrée du salon du Capitaine-Henri-Piuze, près de la salle de réunion destinée aux gens d'affaires.
Le pont 7 ou « pont promenade » comprend une section intérieure, composée de la mezzanine du salon du Capitaine-Joseph-Hovington, d'une salle de jeu et d'un coin d'allaitement. Le pont-terrasse comprend différentes aires tantôt exposées aux éléments, tantôt couvertes ou protégées par une baie vitrée. Une cantine y sert des collations issues de produits du terroir et des bières de microbrasseries locales.  On trouve aussi au septième pont, côté proue, les quartiers d'équipage ainsi que des salles mécaniques et électriques. 

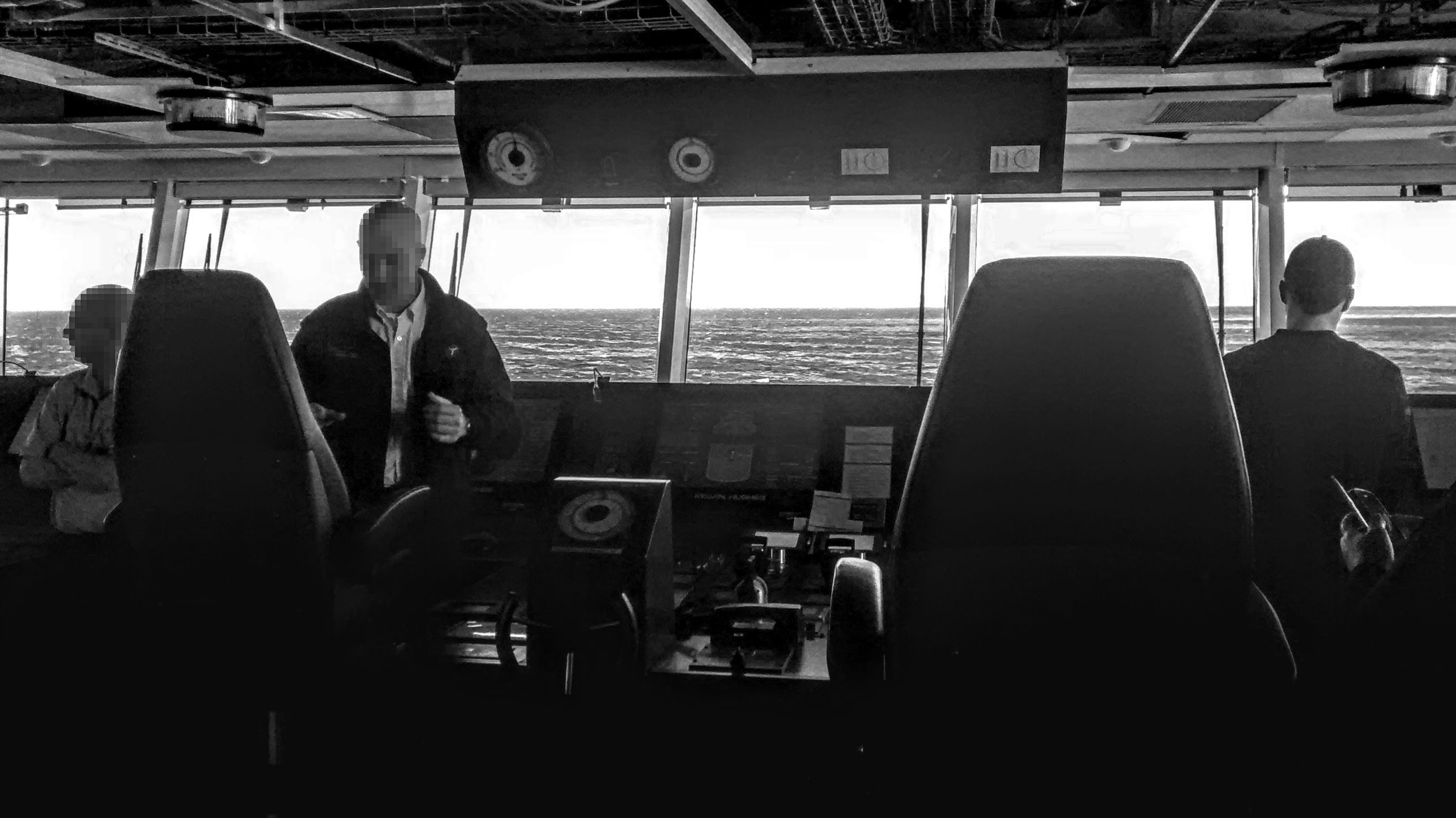
Le poste de pilotage de la timonerie.

Le pont 8 ou « pont de navigation » comprend deux ponts d'observation; un à l'avant, l'autre à l'arrière. Le timonerie, composée d'un poste de pilotage et d'un bureau, loge à l'avant du bâtiment. Entre le pont d'observation avant et la timonerie sont entreposés deux canots pneumatiques.